# Chase Strangio
Chase Strangio (Estados Unidos, 1982/1983) é um advogado norte-americano e ativista pelos direitos da pessoa transgênero. Em 2020, apareceu na lista de 100 pessoas mais influentes do mundo do ano pela Time.